# یدالله کارگرپیشه
یدالله کارگرپیشه (زاده سال ۱۳۲۳ در ارومیه) بازیکن و کاپیتان سابق تیم ملی والیبال ایران و مربی والیبال اهل ایران است.
وی والیبال را از سن ۱۶ سالگی آغاز کرد و در ابتدا به عضویت تیم شاهین رضائیه در آمد و در همان اولین سال حضور به همراه همین تیم قهرمان مسابقات باشگاهی رضائیه گشت.
کارگرپیشه در سال ۱۳۴۶ به عضویت تیم ملی ایران در آمد و در ۱۲ سال در زمره بهترین‌های ایران صاحب کرسی تیم ملی بود. وی چهار سال نیز به عنوان کاپیتان تیم ملی در تیم حضور داشت. وی در سال ۱۳۵۸ از تیم ملی کناره گرفت و بعدها وارد عرصه مربیگری شد.
يدالله كارگر پيشه با توجه به دوران بازيگري اش ٦٤ بازي ملي دارد.
يدالله كارگر پيشه دليل پوشيدن پيراهن شماره چهار را علاقه به محمد عقيق بيان كرده است. وی در اولین دوره لیگ والیبال کشور به همراه تیم پاس رضاییه شرکت داشت.
يدالله كارگر پيشه يكي از وفادارترين بازيكنان واليبال اورميه هست زيرا كه تمام دوران بازيگري و مربيگري خويش را در زادگاهش گذراند و با همه ي كاستی ها ساخت همچنین او در دهه شصت سرمربی تیم ملی والیبال ایران بود .
در واقع يدالله كارگر پيشه را ميتوان مظهر ورزش اورميه شناخت.